# Das Geheimnis von Bahnsteig 13
Das Geheimnis von Bahnsteig 13  (englischer Originaltitel The Secret of Platform 13, 1994) ist ein Kinderbuch von Eva Ibbotson. Es erschien 1999 in deutscher Übersetzung von Sabine Ludwig im Cecilie Dressler Verlag mit Illustrationen von Sabine Wilharm und 2002 in Lizenzausgabe im Deutschen Taschenbuch Verlag. Im Cornelsen Verlag wurde dazu 2007 ein von Michaela Greisbach erarbeitetes Leseprojekt mit Illustrationen von Ulrike Selders für den Schulunterricht veröffentlicht. Es wird vom „Institut für Qualitätsentwicklung an Schulen Schleswig-Holstein“ für Jugendliche mit geringer Leseerfahrung empfohlen. Der Hörverlag brachte das Buch  2004 in einer Hörspielfassung als Hörbuch heraus, gesprochen von Sandra Schwittau.

## Handlung
Der Bahnsteig 13 des Londoner Bahnhofs King’s Cross ist seit 40 Jahren geschlossen. Umbauten scheitern immer wieder auf unerklärliche Weise. Der Grund: Der Bahnsteig wird von Geistern bewacht, denn hier befindet sich der sich alle neun Jahre für neun Tage öffnende Zugang zu „der Insel“, der Gügel.
An dem letzten Tag passiert ein Unglück. Den drei Kinderschwestern, die sich um den drei Monate alten Inselprinzen kümmern sollen, wird dieser entführt. Rechtzeitig zur nächsten Gügelöffnung werden vier Retter ausgewählt und nach London gesandt. Die vier Retter sind ein alter Zauberer, eine Fee, ein einäugiger Riese und eine kleine Hexe namens Lex. Sie müssen das Kind finden und zu seinen rechtmäßigen Eltern zurückbringen, bevor der Gügel sich wieder schließt oder der König den stinkenden Harpyien befiehlt, den Nachfolger zu holen. Eine nicht unwesentliche Rolle in diesem Buch spielen die Neblinge, äußerst sympathische Tiere.

## Rezensionen
- „Ein wunderbar abgedrehtes Abenteuer mit einer kleinen, versteckten Botschaft: Man kann im Aussehen und Denken unterschiedlich und doch ein ziemlich feiner Kerl sein.“ (Brigitte Nr. 2, Januar 2001)
- „Bis zur letzten Seite ist der Märchenroman spannend, liebevoll geschrieben und herzerfrischend komisch.“ (Westfälische Rundschau, 26. August 2000)
- „Übersprudelnd vor herzerfrischender Komik, anrührenden Situationen und liebenswerten Gestalten – und dabei spannend bis zur letzten Zeile.“ (Süddeutsche Zeitung, 1. Oktober 1999)[5]

## Ausgaben
- Eva Ibbotson: Das Geheimnis von Bahnsteig 13. Aus dem Englischen übertragen von Sabine Ludwig. Cecilie Dressler Verlag, Hamburg, 8. Aufl. 1999, ISBN 978-3-7915-1006-4